# Corrente della Somalia

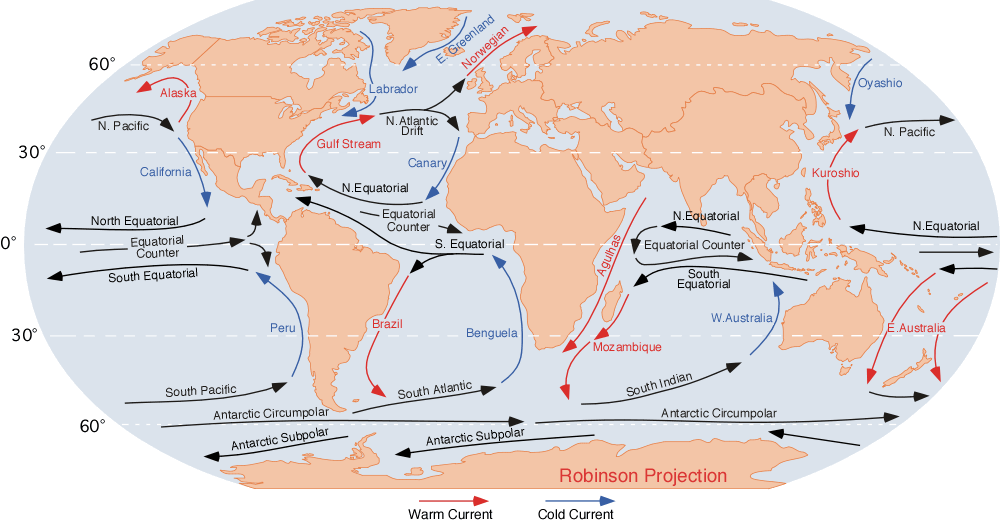
Le principali correnti oceaniche

La corrente della Somalia è una corrente oceanica di frontiera che fluisce lungo la costa della Somalia e dell'Oman nella parte occidentale dell'Oceano Indiano, rappresentando il corrispettivo della corrente del Golfo nell'Oceano Atlantico.

## Caratteristiche

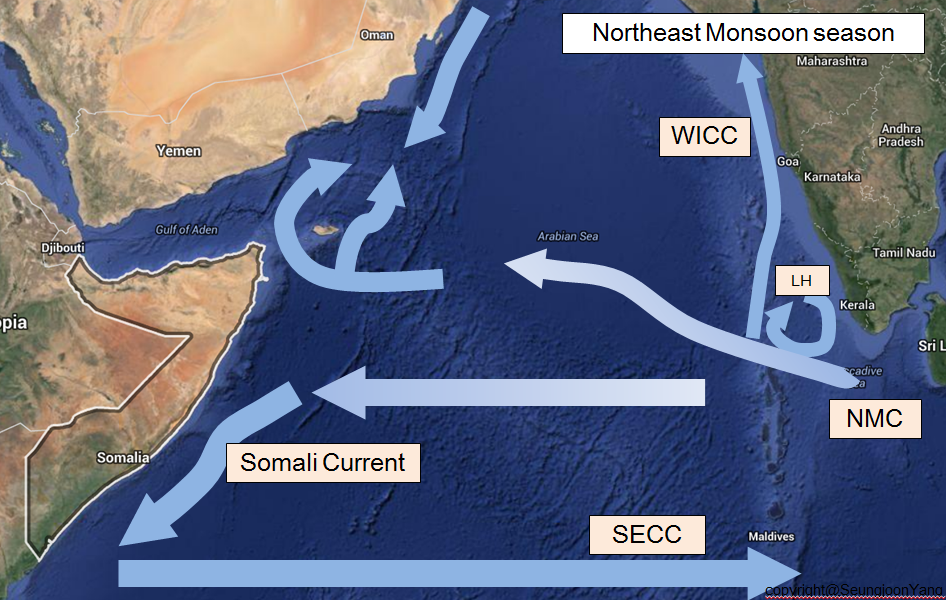
La direzione sudovest della corrente della Somalia durante il monsone di nordest.

La corrente è fortemente influenzata dal monsone ed è l'unico importante sistema di upwelling (la risalita delle acque profonde) che si verifica sul bordo occidentale di un oceano. L'acqua che viene sollevata dalla corrente si mescola con un altro sistema di upwelling, creando così uno dei più produttivi ecosistemi oceanici.
La corrente della Somalia è caratterizzata da variazioni stagionali influenzate dal monsone di sudovest e da quello di nordest. Da giugno a settembre, il caldo monsone di sudovest muove le acque costiere verso nordest creando un upwelling costiero. L'acqua risalita dalle profondità è portata al largo per effetto del trasporto di Ekman e si mescola con l'acqua che era stata portata in superficie dalla risalita in mare aperto. 
Anche la corrente a getto di Finlater, una stretta corrente atmosferica di bassa quota, si sviluppa durante il monsone di sudovest e fluisce attraverso l'Oceano Indiano in direzione parallela alle coste di Somalia e Oman. Questo dà luogo a un trasporto di Ekman alla destra del vento. Il trasporto è massimo al centro del getto e decresce alla destra e alla sinistra all'aumentare della distanza dal centro. Alla sinistra della zona centrale del getto il movimento di afflusso di acqua verso il centro è inferiore alla quantità in uscita, creando così una divergenza nello strato superiore che provoca la risalita. Invece alla destra della zona centrale del getto, il quantitativo di acqua proveniente dal centro è superiore a quello che fuoriesce, dando così luogo a un evento di downwelling. La combinazione dell'upwelling oceanico con quello costiero dà luogo a un upwelling estremamente intenso.
Il monsone di nordest, che soffia da dicembre a febbraio, provoca un'inversione della corrente della Somalia, muovendo le acque costiere verso sudovest. L'aria più fredda provoca un raffreddamento dell'acqua superficiale e genera un rimescolamento profondo che porta in superficie grandi quantità di nutrienti.